# Fahad Al-Ghesheyan
Fahad Al-Ghesheyan (ur. 1 sierpnia 1973 roku) – saudyjski piłkarz występujący na pozycji napastnika.

## Kariera klubowa
Fahad Al-Ghesheyan rozpoczął zawodową karierę piłkarską w klubie Al-Hilal. Z Al-Hilal zdobył Mistrzostwo Arabii Saudyjskiej w 1996, Azjatycką Ligę Mistrzów 2000, Azjatycki Puchar Zdobywców Pucharów 1997 oraz Superpuchar Azji w 1997 i 2000 roku. W 1998 został wypożyczony na sześć miesięcy do holenderskiego AZ Alkmaar. Ostatnim etapem w karierze Al-Ghesheyan był An-Nassr, gdzie grał w latach 2000–2001.

## Kariera reprezentacyjna
Fahad Al-Ghesheyan występował w reprezentacji Arabii Saudyjskiej w latach 1989–1998.
W 1993 uczestniczył w Mistrzostwach Świata U-20 1993.
W 1994 roku uczestniczył Mistrzostwach Świata 1994. Na Mundialu w USA wystąpił w dwóch meczach z Marokiem i Szwecją, w których wchodził na boisko w drugich połowach. W 1995 roku uczestniczył w Pucharze Konfederacji.